# Agrionympha capensis
Agrionympha capensis es una especie de polilla de la familia Micropterigidae. Fue descrito por Whalley en 1978. Es conocida en Sudáfrica, donde se encuentra en las provincias del Cabo Occidental y Oriental.

## Descripción
La longitud de las alas anteriores es de 2,6 a 3 mm en los machos y de 2,9 a 3,4 mm en las hembras.
Se han encontrado adultos en la vegetación baja de maquia  (o fynbos), en el área del Cabo.